# Timiriazevskaïa (métro de Moscou)
Timiriazevskaïa (en russe : Тимирязевская et en anglais : Timiryazevskaya) est une station de la ligne Serpoukhovsko-Timiriazevskaïa (ligne 9 grise) du métro de Moscou, située sur le territoire du raïon Timiriazevski dans le district administratif nord de Moscou.

## Situation sur le réseau
Établie en souterrain, à 64 mètres sous le niveau du sol, la station Timiriazevskaïa est située au point 066+88 de la ligne Serpoukhovsko-Timiriazevskaïa (ligne 9 grise), entre les stations Petrovsko-Razoumovskaïa (en direction de Altoufievo) et Dmitrovskaïa (en direction de Boulvar Dmitria Donskogo).